# Алмашка црква
Алмашка црква је храм света три јерарха Српске православне цркве у Алмашком крају у Новом Саду.
Прву цркву на овом месту саградили су Срби 1718. године, који су се доселили на периферију Петроварадинског шанца из оближњег села Алмаш. Како су сви били сиромашни, и храм су изградили од материјала којим су подизали своје куће - од земље, шибља, трске и дасака. Тај храм од плетера, облепљен блатом и покривен шиндром, посветили су светитељима, чији су ликови били на икони, коју су нашли у земљи кад су копали бунар у порти.
Овако саграђена црква није била дугог века. Саграђена је нова од непечене цигле са сводом крова и дасака и освећена је почетком 1733. године. При цркви је 1762. године служило четири свештеника. Наредна црква саграђена је од чвршћег материјала и освећена тек 1797. године. У истом облику стоји и данас. Само је горњи део звоника којег је касније заменио нижи страдао у бомбардовању 1849. године. Са оштећеним звоником и кровом црква је стајала тако до 1852. године, када је стигла помоћ за обнову од прилога из Русије.
Године 1856. Петар Чортановић иконописац "свих шест престолни икона опро је и поновио о свом труду и трошку".
Драгоценост Алмашке цркве је Предићева икона "Богородице са Христом". Наручилац те велике иконе која се налази на Богородичином трону, је била супруга Арсе Пајевића новосадског књижара и књижевника, 1905. године. Али та дивна слика је и интригантна, због више канонских разлога. Пре свега, лик Богородице исувише реалистично урађен, а позајмљен је од гђе Анке Пајевић. Дигла се велика бура (расправа) због кршења православног канона, па је уметник морао да се брани од по њему, сувишних критика.
Алмашка црква је звона набавила пред Први светски рат, али су их Аустријанци током рата, сва скинули и претопили у топове. Када се 1928. године радило на куповини нових (изливању), њихова очекивана тежина је износила 4.905 килограма.

## Галерија
- Алмашка црква
- Алмашка црква
- Алмашка црква
- Алмашка црква
- Алмашка црква
- Иконостас